# Aspilia paraensis
Aspilia paraensis là một loài thực vật có hoa trong họ Cúc. Loài này được (Huber) J.U.Santos mô tả khoa học đầu tiên năm 1982.